# Резолюция Совета Безопасности ООН 1716
Резолюция Совета Безопасности ООН 1716 единогласно принята 13 октября 2006 года после подтверждения всех резолюций по Абхазии и Грузии, в частности резолюции 1666 (2006 года). Совет продлил мандат Миссии наблюдателей Организации Объединенных Наций в Грузии (МООННГ) до 15 апреля 2007 года.
Резолюция, составленная Россией, первоначально содержала ссылки, осуждающие грузинские операции в Кодорском ущелье, но позже они были изменены, чтобы выразить озабоченность.

## Резолюция

### Наблюдения
Совет Безопасности поддержал политические усилия Генерального секретаря Кофи Аннана, его Специального представителя, России, Группы друзей Генерального секретаря и Организации по безопасности и сотрудничеству в Европе (ОБСЕ). Он выразил сожаление по поводу отсутствия прогресса в урегулировании грузино-абхазского конфликта и признал, что новая напряжённость возникла из-за операций Грузии в Кодорском ущелье.

### Деяния
Резолюция подтвердила приверженность Совета суверенитету и территориальной целостности Грузии в пределах её международно признанных границ. Он подтвердил необходимость всеобъемлющего урегулирования на основе принципов, содержащихся в «Документе об основных принципах распределения полномочий между Тбилиси и Сухуми», и призвал Грузию и Абхазию использовать все содержащиеся механизмы в предыдущих резолюциях Совета Безопасности, чтобы прийти к мирному урегулированию. Совет поддержал усилия обеих сторон по поиску новых решений для разрешения конфликта и налаживанию экономического сотрудничества.
Обращаясь к обеим сторонам, члены Совета выразили обеспокоенность нарушениями Московского соглашения о прекращении огня и разъединении сил и операциями Грузии в Кодорском ущелье в июле 2006 года. В этом контексте он выразил удовлетворение тем, что Совместное патрулирование МООННГ и миротворческих сил СНГ на регулярной основе проводилось в Кодорском ущелье. Все стороны призвали соблюдать Московское соглашение 1994 года.
Резолюция 1716 снова призвала Грузию учесть «законные» озабоченности Абхазии, в то время как Абхазия должна была решить проблему возвращения беженцев и внутренне перемещенных лиц, особенно в Гальский район. Обе стороны были призваны заключить соглашения о ненасилии, возвращении беженцев и внутренне перемещенных лиц в Гальский район. В то же время и Грузия, и Абхазия получили высокую оценку за представление идей в качестве основы для дальнейшего диалога по урегулированию конфликта, и им было предложено реализовать свое намерение провести встречу на высоком уровне.
Генеральному секретарю было поручено изучить пути повышения уверенности, благосостояния и безопасности жителей Гальского и Зугдидского районов.
Далее текст резолюции напомнил обеим сторонам об обеспечении безопасности и свободы передвижения МООННГ, сил СНГ и других. Приветствовались усилия по осуществлению политики абсолютной нетерпимости сексуальной эксплуатация, мандат МООННГ был продлен до 15 апреля 2007 года. Генеральный секретарь был обязан регулярно докладывать о ситуации, особенно о событиях в Кодорском ущелье.